# Aéroport de Kismayo
L'aéroport de Kismayo (code IATA : KMU • code OACI : HCMK), est un aéroport situé à Kismayo, en Somalie.

## Situation
| Galkacyo Abudwak Mogadiscio Bosaso K50 Kismayo Garowe Berbera Burao Hargeisa Borama Erigavo Las Anod Kalabaydh |

## Compagnies aériennes et destinations
| Compagnies               | Destinations                                         |
| ------------------------ | ---------------------------------------------------- |
| African Express Airways  | Mogadiscio-Aden Adde (Petrella)                      |
| Freedom Airlines Express | Mogadiscio-Aden Adde (Petrella), Nairobi-J. Kenyatta |
| Jubba Airways            | Mogadiscio-Aden Adde (Petrella)                      |

Edité le 4/12/2023